# Tailtiu
 (signalé en juin 2025).
Si vous disposez d'ouvrages ou d'articles de référence ou si vous connaissez des sites web de qualité traitant du thème abordé ici, merci de compléter l'article en donnant les références utiles à sa vérifiabilité et en les liant à la section « Notes et références ».
- Archive Wikiwix
- Bing
- Cairn
- DuckDuckGo
- E. Universalis
- Gallica
- Google
- G. Books
- G. News
- G. Scholar
- Persée
- Qwant
- (zh) Baidu
- (ru) Yandex
- (wd) trouver des œuvres sur Wikidata

Tailtiu, dans la mythologie celtique irlandaise, est la fille de Mag Mor, « roi d’Espagne » et l’épouse du dernier roi des Fir Bolg, Eochaid Mac Erc, dont le règne est réputé pour sa justice et sa prospérité. Elle est présente dans le texte mythique Lebor Gabála Érenn (Livre des Conquêtes d’Irlande). Elle défriche la forêt de Breg, pour en faire une plaine cultivable, ce qui la fait mourir d’épuisement. La forêt de Breg fait place à un champ de trèfle, plante désormais emblématique. L’étymologie de son nom est commune avec celui de la terre, elle a d’ailleurs laissé son nom à une ville de la province de Meath, Teltown (entre Navan et Kells). Elle est une des incarnations de l’Irlande.
Ayant survécu à la « Première Bataille de Mag Tured » qui voit la défaite des Fir Bolg par les Tuatha Dé Danann, elle devient la mère adoptive du dieu Lug. À sa mort, celui-ci organise des cérémonies en son honneur (Áenach Tailteann) lors de la fête de Lugnasad.